# 世界ウイグル会議
世界ウイグル会議（せかいウイグルかいぎ、ウイグル語：دۇنيا ئۇيغۇر قۇرۇلتىيى, Dunya Uyghur Qurultiyi 略称「DUQ」 Дуня Уйғур Қурултийи、英語：World Uyghur Congress、略称「WUC」）は、世界各国のウイグル組織を統括する上部機関。ドイツのミュンヘンに拠点を置く。
東トルキスタン及び海外のウイグル人の利害を代表する唯一の国際機関を標榜し、平和的、非暴力的および民主的手段によるウイグル人の政治的地位確立を主張している。一方、中国政府は「テロ組織と関わり、中国の分裂を狙っている」と批判している。加盟組織は20を超え、在外ウイグル人組織では最大の運動組織である。
世界ウイグル会議とは別個の亡命ウイグル人組織・東トルキスタン亡命政府が中国からの明確な独立を主張しているのに対し、世界ウイグル会議ではウイグル民族の民族自決権の確立（「独立した政治的前途の獲得」）を主張して、独立か高度な自治権獲得かについては含みを持たせている。ラビア・カーディル議長はダライ・ラマ14世と会談した際に暴力的手段に訴えず高度な自治権を獲得することで一致している。

## 沿革

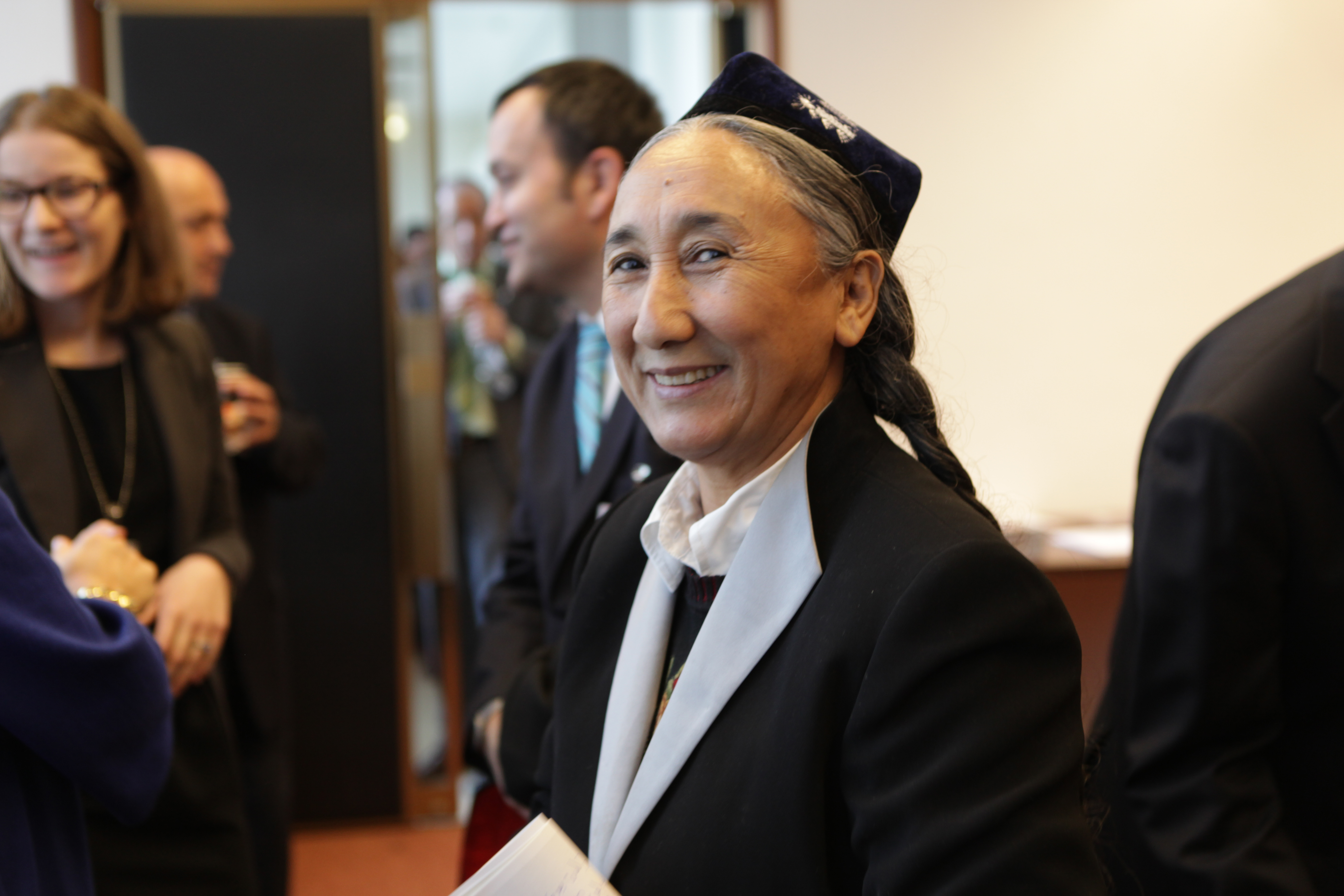
ラビア・カーディル議長（2011年11月30日）

ウイグル人の民族運動は、ダライ・ラマ14世に指導されたチベット亡命政府のケースと比較して、カリスマ性のある指導者や、組織間の統一した行動を欠くと指摘される場合が多い。こうした批判を受けて、1990年代には、各国でそれぞれ設立されていた運動組織を統合する機運が高まった。
1992年には、トルコの退役将校であるリザ・ベキンらを中心に、トルコのイスタンブールで「東トルキスタン民族会議（ウイグル語：Sherqiy Türkistan Milliy Qurultiyi、英語：East Turkestan National Congress）」が開催され、世界各国の民族運動組織や個人が集まった。1996年には、学生運動家のドルクン・エイサらを中心に、ドイツのミュンヘンに「世界ウイグル青年会議（ウイグル語：Dunya Uyghur Yashliri Qurultiyi、英語：World Uyghur Youth Congress）」が設立された。
2004年4月16日には、「東トルキスタン民族会議」と「世界ウイグル青年会議」の両組織が合流し、世界ウイグル会議に再編された。初代議長には、ラジオ・フリー・ヨーロッパの元職員のエルキン・アルプテキン（元新疆省幹部のエイサ・ユスプ・アルプテキンの子）が選出された。2006年11月には、ノーベル平和賞候補にも選ばれたラビア・カーディルを第2代議長に選出している。
2017年11月ドイツで開催された第6回世界ウイグル会議代表大会にてドルクン・エイサが新総裁に就任。ウメル・カナットが執行委員長に就任した。
前総裁のラビア・カーディルは世界ウイグル会議特別指導者として、世界ウイグル会議の新指導部とは独立した活動を行うことを表明。前副総裁のセイット・トムチュルクや日本ウイグル連盟のトゥール・ムハメット等を各地域におけるラビア・カーディルの特別代表として任命した。

## 活動
世界各国のウイグル人組織間の連携、交流の推進のほか、中国におけるウイグル人の人権状況について、国際社会に対する広報宣伝活動を活動の中心としている。また、このほか、在外ウイグル人コミュニティにおける、ウイグル語、ウイグル文化教育や、中国からの亡命者への生活支援も活動に含まれる。
アムネスティ・インターナショナルやヒューマン・ライツ・ウォッチ等の人権団体と連携して、中国の人権状況へのアピールを行っているほか、UNPO（代表なき国家民族機構）に東トルキスタンを代表する組織として参加している。また、中国における民主化の促進、少数民族の権利擁護の観点から、漢人民主化運動活動家やチベット亡命政府との交流も行っている。
このほか、米国政府系のラジオ・フリー・アジア（RFA）や、全米民主主義基金（NED）の支援を受けており、米国政府との結びつきも強い。
こうした世界ウイグル会議の活動に対して、中国政府は警戒を強めており、2003年12月15日には、世界ウイグル会議の前身である世界ウイグル青年会議と、当時の代表ドルクン・エイサをテロリストとして認定する文書を公開し、ラビア・カーディルがノーベル平和賞受賞候補となった際も、批判を行っている。
2018年、ドルクン・エイサ代表は、フィナンシャル・タイムズ紙のインタビューに応じ、中国政府の方針に反して収容所に連行・収監されているウイグル人の数について、正確な数字は自分たちにも分からないとしつつも「今年初めには100万人ほどと聞いているが、釈放された人がいるという話を聞いていない。いったん収監されたら、一生出られない。半年以上経ったいまも連行は続いており、いまや200万人以上。」と主張した。

## 各国との関係

### 日本との関係

#### 日本ウイグル協会
日本では、2008年（平成20年）6月、在日ウイグル人と日本人支援者によって日本ウイグル協会が設立された。世界ウイグル会議の傘下団体として活動を行っていたが、世界ウイグル会議の決議により、2015年10月18日から同会議の参加資格を失った。
2017年11月ドイツで開催された第6回世界ウイグル会議代表大会にて日本ウイグル協会会長のイリハム・マハムティが世界ウイグル会議、東アジア太平洋地域全権代表に就任。日本ウイグル協会は世界ウイグル会議の傘下団体として復帰した。

#### 日本ウイグル連盟
2015年10月18日、世界ウイグル会議の活動に参加している在日ウイグル人が東京都内に集まり、日本におけるウイグル運動について会議を行った。この会議において、日本ウイグル連盟の発足が決議された。この会議には、訪日中の世界ウイグル会議総裁ラビヤ・カディール、同副総裁 セイット・トゥムチュルク、オマル・カナットが参加した。
世界ウイグル会議は、同日から、世界ウイグル会議において在日ウイグル人を代表する団体が日本ウイグル連盟であると決議した。
2017年11月、日本ウイグル連盟のトゥール・ムハメットは世界ウイグル会議特別指導者であるラビア・カーディルの各地域特別代表として日本・東アジア地域特別代表に就任。ドルクン・エイサが総裁に就任した世界ウイグル会議の新指導部とは独立した活動を行うことを表明している。

#### 日本ウイグル国会議員連盟
2012年4月23日、日本ウイグル国会議員連盟が自民党本部で結成された、日本の外務省、安倍晋三、黄文雄、三原じゅん子、山谷えり子、古屋圭司、衛藤晟一、新藤義孝らが参加した。顧問は安倍晋三、中曽根弘文、鴻池祥肇。同日、地方議会でも東京都庁で日本ウイグル地方議員連盟が発足した。

#### 東京での第4回代表大会開催
2012年5月14日、世界ウイグル会議の第4回代表大会を東京都の憲政記念館で開催した（アジアでは初めての開催）。ラビア・カーディル議長は「中国の流血政策は激しさを増している。自治権を与えず、ウイグル人を絶滅に追い込んでいる」「日本は強い民主主義国家であり、自由と民主主義を求める私たちを支援してくれると思った」と語り、日本、イタリア、トルコの国会議員や欧米の人権団体なども参加した。同日、日本人戦没者に栄誉を奉げるためとしてラビア・カーディル代表による靖国神社への訪問も行われた。

### 中国との関係
中国政府は､世界ウイグル会議との対話を拒否している。日本がラビア・カーディル議長など、世界ウイグル会議の要人にビザを発給したことにも「内政干渉」と反発した。
北京政権外務省の洪磊(こうらい)報道局長は2012年5月14日の会見で、世界ウイグル会議の日本開催に対して同会議を「テロ組織と関連があり、中国分裂を狙っている組織」としたうえで、「中国の反対を顧みずに開催を許したことに強い不満を表明する」「ウイグル問題は中国の内政問題であり、いかなる外部からの干渉も認めない」と日本を批判した。また、同会議メンバーが靖国神社を参拝したことに対して「中国の分裂分子と日本の右翼勢力が結託して、日中関係の政治的本質を破壊する」「彼らの拙劣な行動は、必ずやウイグル族の同胞を含めた国内外の中華子女から唾棄されるだろう」と述べた。
同年5月15日に行われる予定だった経団連の米倉弘昌会長と中国の楊潔篪外相との会談は、前日の14日深夜に中国側の都合で急遽中止になった。日本経済新聞は、世界ウイグル会議開催への不満が背景にあると報じた。

## 傘下組織
世界ウイグル会議に加盟する傘下組織は以下の通り。
| 名称 （英語／ウイグル語） | 所在地                           |
| --- | -------------------------------- |
| 東トルキスタン基金 (Eastern Turkistan Foundation/ Sherqi Turkistan Wakfi)                                                                                                   | イスタンブール（トルコ）         |
| 東トルキスタン文化協会 (Eastern Turkistan Culture and Solidarity Association/ Sherqi Turkistan Mediniyet-Hemkarliq Jemiyiti)                                                | カイセリ（トルコ）               |
| 東トルキスタン文化協会アンカラ支部 (Eastern Turkistan Culture and Solidarity Association – Ankara Section/ Sherqi Turkistan Mediniyet-Hemkarliq Jemiyiti – Ankara Shohbisi) |                                  |
| エイサ・ユスプ・アルプテキン基金 (Isa Yusup Alptekin Foundation/ Isa Yusup Alptekin Vakfi)                                                                                  |                                  |
| ヨーロッパ東トルキスタン連盟 (Eastern Turkistan Europa Union/ Yavrupa Sherqi Turkistanliqlar Birligi)                                                                       | ミュンヘン（ドイツ）             |
| ヨーロッパ東トルキスタン連盟フランクフルト支部 (East Turkistan Union in Europe - Frankfurt Section/ Yavrupa Sherqi Turkistanliqlar Birligi - Frankfurt Shöhbisi)            |                                  |
| アメリカウイグル協会 (Uyghur American Association/ Uyghur Amerika Jemiyiti)                                                                                                 | ワシントンD.C.（アメリカ合衆国） |
| カナダウイグル協会 (Uyghur Canadian Association/ Uyghur Kanada Jemiyiti) | ミシサガ（カナダ）               |
| スウェーデンウイグル委員会 (Swedish Uygur Committi/ Swetsiye Uyghur Komititi)                                                                                               |                                  |
| イギリスウイグル協会 (Uighur U.K. Association/ Engilye Uyghur Jemiyiti) | ロンドン（イギリス）             |
| オランダ東トルキスタン基金 (Netherlands Eastern Turkistan Foundation/ Gollandiye Sherqi Turkistan Vakfi)                                                                    | ティルブルフ（オランダ）         |
| ノルウェーウイグル委員会 (Norway Uyghur Committe/ Norwigiye Uyghur Komititi)                                                                                                |                                  |
| キルギス共和国ウイグル団結協会 (Ittipak Uigur Society of the Kyrgyz Republic/ Kirghizstan Uyghurlirining Jumhuryetlik Ittipaq Jemiyiti)                                     | ビシュケク（キルギス）           |
| ビシケク人権委員会 (Bishkek Human Rights Committee/ Bishkek Insan Heqliri Komititi)                                                                                         |                                  |
| ウイグル民族協力協会 (Society Union of Uyghur National Association/ Uyghur Milli Assosiyesi Jemiyetlik Birleshmisi)                                                         | アルマトゥ（カザフスタン）       |
| カザフスタンウイグル青年連盟 (Uyghur Youth Union in Kazakhsatan/ Kazakistan Uyghur Yashliri Birligi)                                                                        |                                  |
| オーストラリアウイグル協会 (Australian Uyghur Association/ Awustraliye Uyghur Jemiyiti)                                                                                     |                                  |
| 日本ウイグル協会 (Uyghur Association in Japan/ Yapunye Uyghur Jemiyiti) | 東京都（日本）                   |
| 世界ウイグル会議駐カザフスタン代表部 (Kazakhstan Representative of World Uyghur Congress/ Dunya Uyghur Qurultiyi Kazakistan Wakaletchiligi)                                 |                                  |
| 世界ウイグル会議駐キルギス代表部 (Kyrgyzstan Representative of World Uyghur Congress/ Dunya Uyghur Qurultiyi Kirghizstan Wakaletchiligi)                                    | ビシュケク（キルギス）           |
| 世界ウイグル会議駐トルコ代表部 (Turkey Representative of World Uyghur Congress/ Dunya Uyghur Qurultiyi Turkiye Wakaletchiligi)                                              | カイセリ（トルコ）               |
| 世界ウイグル会議駐オーストラリア代表部 (Australian Representative of World Uyghur Congress/ Dunya Uyghur Qurultiyi Awustiraliye Wakaletchiligi)                             |                                  |

### 傘下組織
- アメリカウイグル協会（英語）
- カナダウイグル協会（英語）
- スウェーデンウイグル委員会）]（ウイグル語）（英語）（スウェーデン語）（ノルウェー語）（ロシア語）（中国語）（トルコ語）
- ノルウェーウイグル委員会（ノルウェー語）
- 日本ウイグル協会（日本語）